# Władcy Boulogne
Poniższa lista przedstawia hrabiów, którzy rządzili w Boulogne.

Herb hrabstwa Boulogne

## Wątpliwi hrabiowie
- ok. 800 : Ragnhard
- ok. 888 : Hernequin
- do 914(?) : Odoakar V Wielki
- do 941(?) : Inglebert
- do 954(?) : Odoakar VI
- (?): Arnunlf II
- 896-918 : Baldwin I (Baldwin II jako hrabia Flandrii)
- 918-933 : Adolf
- 933-972 : Arnulf (?)
- 933-987 : Gwido Siwobrody
- 987-(?) : Hugo III
- (?)-1032 : Baldwin II

## Niewątpliwi hrabiowie
- 1032–1049 : Eustachy I
- 1049–1093 : Eustachy II
- 1093–1125 : Eustachy III
- 1125–1151 : Matylda I
  - 1128–1150 : Stefan z Blois
- 1151–1153 : Eustachy IV
- 1153–1159 : Wilhelm z Blois
- 1159–1170 : Maria
  - 1160–1173 : Mateusz I Alzacki
- 1173–1216 : Ida
  - 1181–1182 : Gerard z Geldrii
  - 1183–1186 : Bertold z Zähringen
  - 1190–1216 : Renald I z Dammartin
- 1216–1260 : Matylda II
  - 1223–1235 : Filip Hurepel
  - 1235–1253 : Alfons portugalski
- 1260–1261: Adelajda Brabancka

Dynastia z Owernii
- 1261–1277 : Robert V z Owernii
- 1277–1314 : Robert VI z Owernii
- 1314–1325 : Robert VII z Owernii
- 1325–1332 : Wilhelm XII z Owernii
- 1332–1360 : Joanna I

Kapetyngowie
- - 1338–1346 : Filip z Burgundii
  - 1350–1360 : Jan II Dobry
- 1360–1361 : Filip I z Rouvres

Dynastia z Owernii
- 1361–1386 : Jan I z Owernii
- 1386–1404 : Jan II z Owernii
- 1404–1424 : Joanna II z Owernii
  - 1404–1416 : Jan de Berry
  - 1416–1424 : Jerzy z La Tremoille
- 1424–1437 : Maria I z Owernii

Dynastia z Tour
- 1437–1461 : Bertrand V de La Tour
- 1461–1497 : Bertrand VI de La Tour